# Hieracium involutiforme
Hieracium involutiforme es una especie de planta con flor del género Hieracium, de la familia Asteraceae, orden Asterales.

## Distribución
Hieracium involutiforme se distribuye por Suecia.

## Taxonomía
Fue descrita científicamente por (Dahlst. ex Zahn) Dahlst. ex Johanss.
Tratamiento taxonómico
La especie aparece registrada y publicada en Ark. Bot.